# Клочков, Юрий Вячеславович
Юрий Вячеславович Клочков (род. 3 октября 1998, Славянск-на-Кубани, Краснодарский край) — российский футболист, полузащитник.

## Карьера

### «Черноморец» Новороссийск
Выступал на любительском уровне в раевском «Спартаке». В июле 2019 года футболист перешёл в новороссийский «Черноморец». Дебютировал за клуб 16 июля 2019 года в матче против ростовского клуба СКА. В следующем матче 24 июля 2019 года против махачкалинского клуба «Легион Динамо» отличился дебютным забитым голом. Футболист быстро смог закрепиться в основной команде, однако со второй половины сентября 2019 года футболист стал получать меньше игровой практики. В сентябре 2020 года перешёл в крымский клуб «Фаворит-ВД-Кафа».

### «Слуцк»
В феврале 2021 года футболист присоединился к белорусскому клубу «Слуцк». Дебютировал за клуб 14 марта 2021 года в матче против борисовского БАТЭ, выйдя на замену на 79 минуте. Дебютный гол за клуб забил 23 июня 2021 года в матче Кубка Беларуси против «Малориты». Свой дебютный гол в рамках Высшей Лиги забил 3 июля 2021 года в матче против речицкого «Спутника». В октябре 2021 года футболист покинул слуцкий клуб, расторгнув контракт по соглашению сторон.

### «Днепр-Могилёв»
В феврале 2022 года перешёл в «Днепр-Могилёв». Дебютировал за клуб 7 марта 2022 года в четвертьфинальном матче Кубка Беларуси против гродненского «Немана». В рамках ответной встречи 13 марта 2022 года матч с «Неманом» закончился ничейных счётом, однако по сумме матчей гродненский клуб оказался сильнее и прошёл в следующий этап. Первый матч в чемпионате сыграл 20 марта 2022 года против бобруйской «Белшины». Первой результативной передачей отличился 17 апреля 2022 года в матче против «Гомеля», подав мяч со штрафного, который затем в свои ворота срезал гомельский футболист. Дебютный гол за клуб забил 6 августа 2022 года в матче против бобруйской «Белшины». На протяжении сезона был одним из ключевых игроков могилёвского клуба, за который отличился 2 забитыми голами и 4 результативными передачами, однако также в рамках Высшей лиги вместе с клубом занял последнее место и вылетел из высшего дивизиона.
В январе 2023 года футболист тренировался с могилёвским клубом, хоть по сообщениям источников к футболисту проявляют интерес ряд клубов Высшей лиги. В конце января 2023 года футболист продлил контракт с могилёвским клубом. Первый матч в новом сезоне сыграл 2 апреля 2023 года против «Орши», отличившись первыми забитыми голами, оформив хет-трик. В матче 7 мая 2023 года против «Нивы» футболист отличился очередным забитым хет-триком. Оформил дубль в матче 1 октября 2023 года против дзержинского «Арсенала». По итогу сезона футболист вместе с клубом стал серебряным призёром Первой лиги, получив прямое повышение в Высшую лигу. Сам же футболист по итогу сезона стал лучшим бомбардиром чемпионата с 22 забитыми голами, также отличившись 10 результативными передачами.
В декабре 2023 года футболист продлил контракт с могилёвским клубом ещё на сезон. В начале сезона 2024 года футболист получил травму, из-за чего пропустил первые матчи чемпионата. Новый сезон футболист начал 13 апреля 2024 года в матча против гродненского «Немана», выйдя на поле в стартовом составе. Первым в сезоне забитым голом за клуб футболист отличился 19 апреля 2024 года в матче против борисовского БАТЭ.

## Достижения
«Неман» Гродно
- Обладатель Кубка Беларуси: 2024/25